# Една О’Брајен
Џозефина Една О’Брајен (енгл. Edna O'Brien; Туамгрејна, 15. децембар 1930 — Лондон, 27. јул 2024) била је ирски романописац, мемоарист, драматург, песник и писац кратких прича. Изабрана је у Аосдану од стране својих колега уметника, добила је титулу Саои 2015. и biennial „Нобелове награде за Велику Британију и Ирску“ Дејвида Коена 2019. године, док ју је Француска поставила за команданта Ордена уметности и књижевности 2021.
Дела Едне О’Брајен се често врте око унутрашњих осећања жена и њихових проблема у односу према мушкарцима и друштву у целини.  Her first novel, The Country Girls (1960), is often credited with breaking silence on sexual matters and social issues during a repressive period in Ireland following the Second World War. The book was banned, burned and denounced from the pulpit.Њен први роман, The Country Girls (Сеоске девојке) (1960), често је заслужан за кршење ћутања о сексуалним и друштвеним питањима током репресивног периода у Ирској након Другог светског рата. Књига је забрањена, спаљена и проказана са проповедаонице.  Фабер и Фабер објавили су њене мемоаре, Country Girl 2012. 
Една О’Брајен је живила и стварала у Лондону.
О'Брајен се помињала као кандидат за Нобелову награду за књижевност.  Филип Рот ју је описао као „најдаровитију жену која сада пише на енглеском“, док ју је бивша председница Ирске Мери Робинсон навела као „једну од великих креативних писаца своје генерације“.  Други који је поздрављају као једног од највећих живих писаца су Џон Бенвил, Мајкл Ондатже и сер Ијан Мекелен. О’Брајен је 2001. године добила Ирску награду ПЕН. Saints and Sinners (Свеци и грешници) освојили су међународну награду за кратку причу Френк О'Конор 2011, најбогатију награду на свету за збирку кратких прича.

## Живот и каријера
Џозефина Една О’Брајен је рођена 1930. у породици фармера  Мајкла О'Брајена и Лене Клири у Туамгрејни, округ Клер, у Ирској, месту које је касније описала као "ватрено" и "затворено". Породица је живела у "Drewsborough" (такође "Drewsboro"), "великој двоспратној кући", коју је њена мајка држала у "полу-великости".  Мајкл О'Брајен, „чија је породица видела богатија времена“ као земљопоседници,  је наследио „хиљаду јутара или више“ и „богатство од богатих ујака“, али је био „разуздани“ пијанац који је коцкао своје наследство, земља „распродата у комадима... или размењена за плаћање дугова“;  Лена је „потицала из сиромашнијег порекла“.  Према Едни О’Брајен, њена мајка је била снажна жена која контролише, која је привремено емигрирала у Америку и неко време је радила као собарица у Бруклину, у Њујорку, за добростојећу ирско-америчку породицу пре него што се вратила у Ирску да подиже своју породица. Една О’Брајен је била најмлађе дете "строге, религиозне породице". Од 1941. до 1946. школовале су је сестре милосрднице у интернату Convent of Mercy boarding school  у Локреју, округ Голвеј  – околност која је допринела „загушљивом“ детињству. „Побунила сам се против присилне и загушљиве религије у којој сам рођена и одрастала. Било је веома застрашујуће и свеприсутно. Драго ми је да је прошло.“  Волела је монахињу јер јој је дубоко недостајала мајка и покушавала је да идентификује монахињу са њом.  Године 1950, пошто је ноћу студирала на фармацеутском колеџу и радила у апотеци у Даблину током дана,  Една је добила лиценцу за фармацеута. У Ирској је читала писце као што су Толстој, Текереј и Ф. Скот Фицџералд.
У Даблину, О'Брајен је купила Introducing James Joyce (Представљање Џејмса Џојса), са уводом који је написао Томас Стернс Елиот, и рекла да је схватила где би могла да се окрене када је сазнала да је Џејмс Џојсов Портрет уметника у младости аутобиографски, ако пожели да сама пише. "Несрећне куће су веома добра инкубација за приче", рекла је она.  У Лондону је почела да ради као читалац за Хачинсон, где је на основу њених извештаја добила налог, за 50 фунти, да напише роман. Своју прву књигу The Country Girls (Сеоске девојке) објавила је 1960.  Ово је био први део трилогије романа (касније сакупљених као The Country Girls Trilogy (Трилогија сеоских девојака), која је укључивала The Lonely Girl (Усамљена девојка) (1962) и Girls in Their Married Bliss (Девојке у њиховом брачном блаженству) (1964). Убрзо након објављивања, ове књиге су забрањене, а у неким случајевима и спаљене у њеној родној земљи због искреног приказа сексуалног живота њихових ликова. Сама О'Брајен је оптужена да „квари умове младих жена“; касније је рекла: „Нисам осетила славу. Била сам удата. Имала сам малу децу. Све што сам чула из Ирске од своје мајке и анонимних писама биле су жуч, гнушање и гнев.“ 
Шездесетих година прошлог века била је пацијент РД Лаинга : „Мислила сам да би он могао да ми помогне. Он то није могао да уради – и сам је био превише љут – али је отворио врата“, рекла је касније.  Њен роман A Pagan Place (1970), био је о њеном репресивном детињству. Њени родитељи су били жестоко против свега што је везано за књижевност; њена мајка није одобравала ћеркину каријеру писца. Једном када је њена мајка пронашла књигу Шона О'Кејсија код ћерке, покушала је да је спали.
Поред Тедија Тејлора (конзервативац), Мајкла Фута (лабуристи) и Дерека Ворлока (католички надбискуп Ливерпула ), О'Брајен је била члан панела за прво издање Би-Би-Си-јевог Времена питања 1979. године и добила је први одговор у историји програма. („Една О'Брајен, рођена си тамо“, мислећи на Ирску).  Тејлорина смрт 2017. оставила ју је као јединог преживелог члана породице. Године 1980. написала је драму Вирџинија о Вирџинији Вулф, а првобитно је постављена јуна 1980. на Стратфорд фестивалу, Онтарио, Канада, а затим на Вест Енду у Лондону у Театру Ројал Хејмаркет са Меги Смит у режији Робин Филипс.  Постављена је у The Public Theate у Њујорку 1985. године. Такође 1980. О'Брајен се појавила заједно са Патриком Мекгуаном у ТВ филму The Hard Way. Остала дела укључују биографију Џејмса Џојса, објављену 1999, и једног песника Лорда Бајрона, Byron in Love (Заљубљеног Бајрона) (2009). House of Splendid Isolation (Кућа сјајне изолације) (1994), њен роман о терористи који је у бекству (део њеног истраживања укључивао је посету ирског републиканца Доминика Мекглинчија, касније убијеног, кога је назвала "озбиљним и замишљеним човеком"), означио је нову фазу у својој списатељској каријери. Down by the River (1996) тиче се малолетне жртве силовања која је тражила абортус у Енглеској, Miss X case (Случај Мис Х). In the Forest (У шуми) (2002) бавио се стварним случајем Брендана О'Донела, који је отео и убио жену, њеног трогодишњег сина и свештеника у руралној Ирској.
У септембру 2021, објављено је да ће О'Брајен донирати своју архиву Националној библиотеци Ирске. Библиотека ће чувати радове од О'Брајен који покривају период од 2000. до 2021.  и обухватају преписку, нацрте, белешке и ревизије. О'Брајенине радове од 1939. до 2000. чува Универзитет Емори у Атланти, Џорџија. 

## Награде и почасти
Награде Една О’Брајен укључују Награда за књигу Yorkshire Post-а 1970. (за A Pagan Place), и Награду за књигу Los Angeles Times 1990. за Lantern Slides. Године 2006. именована је за ванредног професора енглеске књижевности на Универзитетском колеџу у Даблину. 
Године 2009. О'Брајен је награђена је Наградом Bob Hughes за животно дело током посебне церемоније на годишњој додели Ирске књижевне награде у Даблину.  Њена збиркаSaints and Sinners (Свеци и грешници) освојила је међународну награду за кратку причу Френка О’Конора , а судија Томас Макарти ју је назвао „Солжењицин ирског живота“. >RTÉ је емитовао документарни филм о њој као део свог уметничког дела почетком 2012.   Дана 10. априла 2018. године, за свој допринос књижевности, именована је за почасну Даму Ордена Британске империје.
О'Брајеновој је 2019. додељена награда за књижевност Дејвида Коена на свечаности у Лондону. Награда од 40.000 фунти, која се додељује сваке две године као признање за животно дело живог писца у књижевности, описана је као „Нобел за књижевност Велике Британије и Ирске“. Судија Дејвид Парк је рекао: „Добијањем награде Дејвид Коен, Една О'Брајен додаје своје име у књижевну прозивку части“. 
У марту 2021. Француска је објавила да ће јој доделити Ordre des Arts et des Lettres, највише француско признање за уметност. 

## Наслеђе
Према шкотском романописцу Ендру О'Хагану, Едне О'Брајен место у ирском писму је загарантовано. „Променила је природу ирске фикције; пренела је женско искуство и пол и унутрашње животе тих људи на страницу, и то је урадила са стилом, и учинила је те бриге интернационалним.“ Ирски писац Колум Мекен тврди да је О'Брајен била „извиђач за ирску машту“ више од педесет година.
Универзитет Емори (Атланта, Џорџија) чува њене радове до 2000. Новији радови су на Универзитетском колеџу у Даблину 

## Лични живот
Године 1954. О'Брајен је упознала и удала се, противно жељи њених родитеља, за ирског писца Ернеста Геблера, и пар се преселио у Лондон, где је, како је касније рекла, „живели смо у предграђу, SW 20.“   Имали су два сина, Карла, писца, и Сашу, архитекту, али је брак прекинут 1964. године. Године 2009. Карло је открио да је брак његових родитеља био променљив, са огорченим свађама између његове мајке и оца због њеног успеха. У почетку верујући да је заслужан што јој је помогао да постане успешан писац, Геблер је веровао да је он аутор њених књига  Преминуо је 1998. 

## Остале почасти и награде
- 1962: Kingsley Amis Award [35]
- 1970: The Yorkshire Post Book Award (књига године), за A Pagan Place [35]
- 1990: Los Angeles Times Book Prize for Fiction, за Lantern Slides [35]
- 1991: Premio Grinzane Cavour (Италија), за Girl with Green Eyes (Девојку са зеленим очима) [35]
- 1993: Награда Савеза писаца (најбоља фикција), за Time and Tide (Време и плима) [35]
- 1995: Европска награда за књижевност (Европско удружење за уметност), за House of Splendid Isolation[35]
- 2000: Golden Plate Award (Америчке академије за достигнућа) [36]
- 2001: Ирска награда ПЕН [35]
- 2006: Уликсова медаља (Универзитетски колеџ Даблин) [35]
- 2009: Награда Боба Хјуза за животно дело [35]
- 2010: У ужем избору за Ирску књигу деценије (Irish Book Awards), за In the Forest [35]
- 2012: Irish Book Awards (Ирска не-фикција), за Country Girl [37]
- 2015: Saoi
- 2018: Награда ПЕН/Набоков [38]
- 2019: David Cohen Prize[1]
- 2021: Комадант Ордена уметности и књижевности (Commandeur de l'Ordre des Arts et des Lettres) (Француска) [35]

## Дела

### Новеле
- 1960: The Country Girls (Сеоске девојке) ( 0-14-001851-4 )
- 1962: The Lonely Girl (Усамљена девојка) је касније објављена као Girl with Green Eyes (Девојка са зеленим очима) ( 0-14-002108-6 )
- 1964: Girls in Their Married Bliss (Девојке у свом брачном блаженству) ( 0-14-002649-5 )
- 1965: August Is a Wicked Month (Август је зао месец) ( 0-14-002720-3 )
- 1966: Casualties of Peace (Жртве мира) ( 0-14-002875-7 )
- 1970: A Pagan Place (Паганско место) ( 0-297-00027-6 )
- 1972: Night (Ноћ) ( 0-297-99541-3 )
- 1977: Johnny I Hardly Knew You (Џони једва сам те познавао) ( 0 -297-77284-8 ); у САД - I Hardly Knew You (Једва сам те познавао) ( 0-140-04772-7 )
- 1987: The Country Girls Trilogy (Трилогија сеоских девојака) са новим епилогом ( 0-14-010984-6 )
- 1988: The High Road (Високи пут) ( 0-297-79493-0 )
- 1992: Time and Tide (Време и плима) ( 0-670-84552-3 )
- 1994: House of Splendid Isolation (Кућа сјајне изолације) ( 0-297-81460-5 )
- 1996: Down by the River (Доле поред реке) ( 0-297-81806-6 )
- 1999: Wild Decembers (Дивљи децембар) ( 0-297-64576-5 )
- 2002: In the Forest (У шуми) ( 0-297-60732-4 )
- 2006: The Light of Evening (Светлост вечери) ( 0-618-71867-2 )
- 2015: The Little Red Chairs (Мале црвене столице) ( 0-316-37823-2 )
- 2019: Girl Девојка ( 0-374-16255-7 )

### Збирке кратких прича
- 1968: The Love Object and Other Stories (Љубавни предмет и друге приче) ( 0-14-003104-9)
- 1974: A Scandalous Woman and Other Stories (Скандалозна жена и друге приче) ( 0-297-76735-6)
- 1978: Mrs Reinhardt and Other Stories (Госпођа Рајнхард и друге приче) ( 0-297-77476-X)
- 1982: Returning (Повратак) ( 0-297-78052-2 )
- 1985: A Fanatic Heart (Фанатично срце) ( 0-297-78607-5)
- 1990: Lantern Slides ( 0-297-84019-3 )
- 2011: Saints and Sinners (Свеци и грешници) ( 0316122726)
- 2013: The Love Object: Selected Stories педесетогодишња ретроспектива, ( 978-0-316-37826-0)

### Драма
- 1973: A Pagan Place (Паганско место) ( 0-571-10316-2)
- 1975: Zee and Co ( 978-0140033250 )
- 1980: Virginia (Вирџинија) ( 0-15-693560-0)
- 2005: Family Butchers (Породични месари) [32]
- 2005: Triptych and Iphigenia (Триптих и Ифигенија) ( 978-0802141545)
- 2009: Haunted (Уклет) [39]
- 2011: The Country Girls (Сеоске девојке) ( 978-0-571-29669-9)
- 2014: Joyce's Women (Џојсове жене) ( 0571377858)

### Сценарији
- 1971: Zee & Co. ( 0-297-00336-4)

### Нонфицтион књиге
- 1976: Mother Ireland ( 0-297-77110-8)
- 1977: Arabian Days ( 978-0704321502)
- 1979: Some Irish Loving, као уредник: зборник ( 0-297-77581-2)
- 1981  James & Nora ( 978-1-4746-1682-9); поново штампано 2020.
- 1986: Vanishing Ireland (фотографије Richard Fitzgerald), ( 978-0224024242)
- 1999: James Joyce, биографија ( 0-297-84243-9)
- 2009: Byron in Love, биографија ( 978-0-393-07011-8)
- 2012: Country Girl, мемоари ( 978-0316122702)

### Књиге за децу
- 1981: The Dazzle ( 9780340264911)
- 1982: A Christmas Treat ( 978-0340279717)
- 1983: The Rescue ( 0-340-33896-2)
- 2017: Tales for the Telling, ( 978-1786750327)

### Збирке поезије
- 1989: On the Bone ( 0-906887-38-0)